# John Hancock

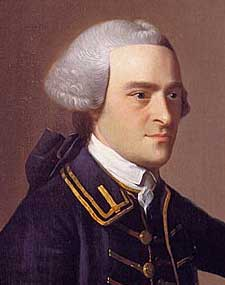
John Hancock

John Hancock (Quincy (Massachusetts), 23 januari 1737 – aldaar, 8 oktober 1793) was een Amerikaans staatsman, die een grote rol speelde bij het onafhankelijk worden van de Verenigde Staten. Hij was de voorzitter van het Continental Congress dat de Onafhankelijkheidsverklaring aannam, en was de eerste die het document ondertekende.
John Hancock werd in Braintree in Massachusetts geboren. Hij werd koopman van beroep, en verzette zich tegen de belastingen die de Britten op producten zoals thee hieven. Om de belastingen te omzeilen, die hij als onrechtvaardig beschouwde, begon hij zich met smokkelen bezig te houden. Hij was een van de initiatiefnemers van de Boston Tea Party. Na de Onafhankelijkheidsverklaring werd hij gouverneur van Massachusetts.

## Jeugd
Hancock was de zoon van een dominee. In zijn jeugd ging hij ook om met John Adams, die door Hancocks’ vader gedoopt was. Na de dood van de vader van Hancock in 1744 ging hij bij zijn oom en tante wonen. Zijn oom importeerde goederen voor de Engelsen. In 1750 studeerde Hancock af aan de Boston Latin School en vervolgde daarna zijn studie aan Harvard. In 1754 behaalde hij daar een Bachelor of Arts. Na zijn afstuderen kwam hij bij zijn oom in dienst. Van 1760 tot 1761 woonde hij een jaar in Engeland, om de banden met leveranciers en klanten aan te halen. Terug in Boston begon hij door de falende gezondheid van zijn oom langzaam de leiding van het bedrijf over te nemen. In 1763 werd hij een volledige partner.
De oom van Hancock overleed in augustus 1764. Hancock erfde toen het hele bedrijf. Daarmee werd hij een van de meest welvarende mannen in de Britse koloniën in Amerika. Intussen was hij ook lid van de vrijmetselaars en kende daardoor veel van Bostons invloedrijke burgers.

## Politieke carrière

### Aanloop naar onafhankelijkheid

#### Achtergrond
Na de overwinning in de Zevenjarige Oorlog in 1763 had het Britse rijk te maken met grote schulden. Er werd gezocht naar nieuwe bronnen van inkomsten. In 1764 werd de Sugar Act ingevoerd, waardoor er voortaan belasting werd geheven op de invoer van suiker. Dit leidde tot veel onrust in Boston, omdat het gezien werd als een schending van de rechten van de koloniën. Aangezien de inwoners van de koloniën niet vertegenwoordigd waren in het Britse parlement vonden zij het ook niet gerechtvaardigd dat ze wel belasting moesten betalen.
Hancock groeide al snel uit tot een belangrijk politiek figuur, terwijl de spanningen met Groot-Brittannië groeiden. In 1765 werd de Stamp Act ingevoerd, waardoor veel printpapier verplicht uit Engeland moest worden ingevoerd. Hancock voegde zich bij het verzet tegen de wet en nam deel aan een boycot van Engelse producten. Hij werd in mei 1766 ook gekozen in het Huis van Afgevaardigden van Massachusetts.
Het politieke succes van Hancock was mede te danken aan Samuel Adams, die werkte als klerk bij het Huis van Afgevaardigden, en later de leider was van Bostons grootste politieke beweging, de Whigs later ook bekend als Patriotten. Hij was vijftien jaar ouder dan Hancock en leefde sober, terwijl Hancock zelf een luxeleven leidde en extravagant was. Toch zag Hancock in Adams een mentor en was hij zijn protegé.

#### Smokkel
De Britse overheid stelde in 1767 extra toezicht in op de import van producten, omdat er veel smokkel plaatsvond. Op 9 april 1768 wilden twee inspecteurs de Lydia, een schip van Hancock, inspecteren, maar zij hadden geen geschreven toestemming. Daarom werden zij door de mannen van Hancock van boord gedreven. De inspecteurs wilden dat er een aanklacht zou volgen, maar de openbaar aanklager van Massachusetts vond dat er geen wet gebroken was. Later zou naar dit incident ook wel worden gerefereerd als het eerste moment van fysiek verzet tegen de Britse autoriteiten.
Op de avond van 9 mei 1768 kwam de Liberty, een ander schip van Hancock, aan in de haven van Boston. Aan boord was een lading wijn uit Madeira. Hancock betaalde invoerbelasting over 25 vaten, maar regeringsfunctionarissen vermoedden dat er in de nacht 75 andere vaten van boord waren gehaald om daar geen belasting over te hoeven betalen. Twee inspecteurs die aan boord van het schip waren stelden echter dat er die nacht niets gebeurd was.
Een maand later arriveerde het Britse oorlogsschip HMS Romney in de haven van Boston en een van de inspecteurs veranderde zijn verhaal en stelde dat hij met geweld was vastgehouden op de Liberty terwijl de illegale lading aan land werd gebracht. Op 10 juni werd Liberty in beslag genomen. Dit leidde tot rellen in de stad. Hancock kreeg twee rechtszaken aan zijn broek. De eerste rechtszaak had plaats op 22 juni en daarbij werd ingestemd met de inbeslagname van Liberty. De tweede rechtszaak die begon in oktober 1768 ging over de straf die Hancock moest krijgen. Deze kon oplopen tot een boete van 9.000 Britse ponden. Hancock werd verdedigd door John Adams in een proces dat achter gesloten deuren plaatsvond. Na 5 maanden werd de aanklacht om onduidelijke redenen geseponeerd. Intussen was er wel een stevig beeld gecreëerd van Hancock als patriot.

#### Bloedbad van Boston

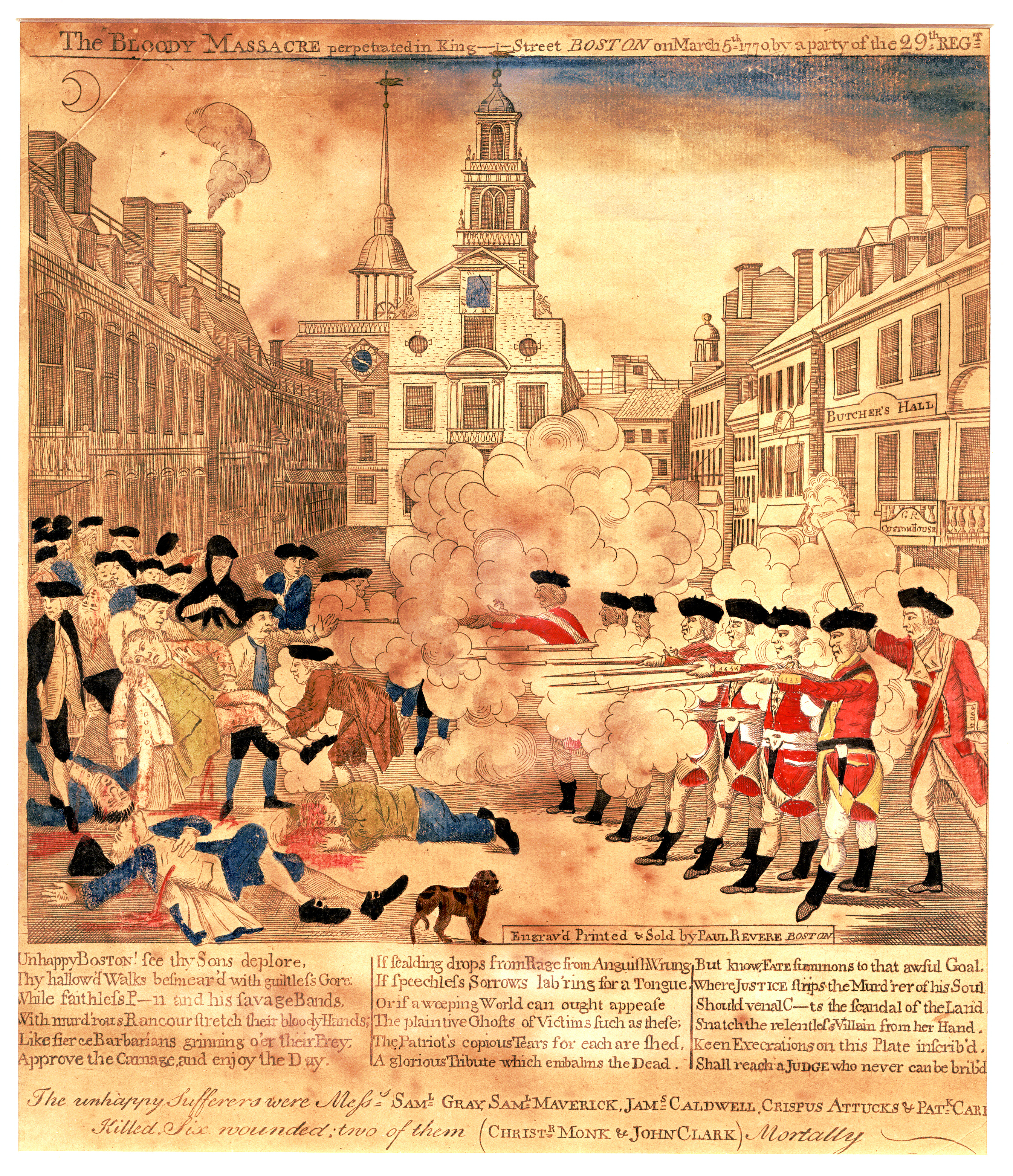
Het Bloedbad van Boston

Als gevolg van de hele affaire stuurden de Britten vier nieuwe regimenten van het leger naar Boston. Onrusten leidden tot de dood van vijf burgers door Britse troepen in maart 1770. Deze gebeurtenis is ook bekend als het Bloedbad van Boston. Hancock had daarna een ontmoeting met gouverneur Thomas Hutchinson en kolonel William Dalrymple, de plaatselijke bevelhebber. Hancock beweerde dat er tienduizend gewapende kolonisten klaar stonden om op Boston aan te trekken als de Britse troepen in de stad gelegerd bleven. Hutchinson wist dat Hancock blufte, maar trok toch de troepen terug richting Castle William. Hancock werd daarna als held vereerd.

#### Samenwerking met Britten
Na 1770 werd het tijdelijk wat rustiger en Hancock probeerde de banden met Hutchinson aan te halen. Deze benoemde hem in april 1772 tot kolonel bij de Boston Cades, een militia die vooral een ceremoniële functie vervulde bij optredens van de gouverneur. In mei van dat jaar werd Hancock tevens benoemd tot lid van de Senaat van Massachusetts. Voorheen had Hutchinson daar nog zijn veto over uitgesproken. Hancock gebruikte de verbeterde relaties ook om een conflict op te lossen. Voorheen kwam de wetgevende vergadering bijeen buiten de stad Boston uit angst voor een vijandige menigte. Op voorspraak van Hancock vonden de vergaderingen wel weer in het centrum van de stad plaats. Met de vriendelijke behandeling van Hancock hoopte Hutchinson een wig te drijven tussen hem en John Adams, die intussen was uitgegroeid tot een van de belangrijkste figuren in de politieke arena van Massachusetts.
Hancock weigerde in november 1772 ook zitting te nemen in een door Adams nieuw opgericht Committee of Correspondence, dat zou opkomen voor de rechten van de koloniën. Hierdoor leek het of er sprake was van een breuk in de rangen van de Whigs, waartoe beiden behoorden. Hancock en Adams vonden elkaar echter toch weer in 1773 toen zij samenwerkten bij het openbaar maken van correspondentie van gouverneur Hutchinson. Daarbij sprak hij zich uit voor een hardere aanpak door de Britten van de Amerikaanse kolonisten om orde in de koloniën te brengen Het Huis van Afgevaardigden van Massachusetts riep op tot het aftreden van de gouverneur.

#### Boston Tea Party

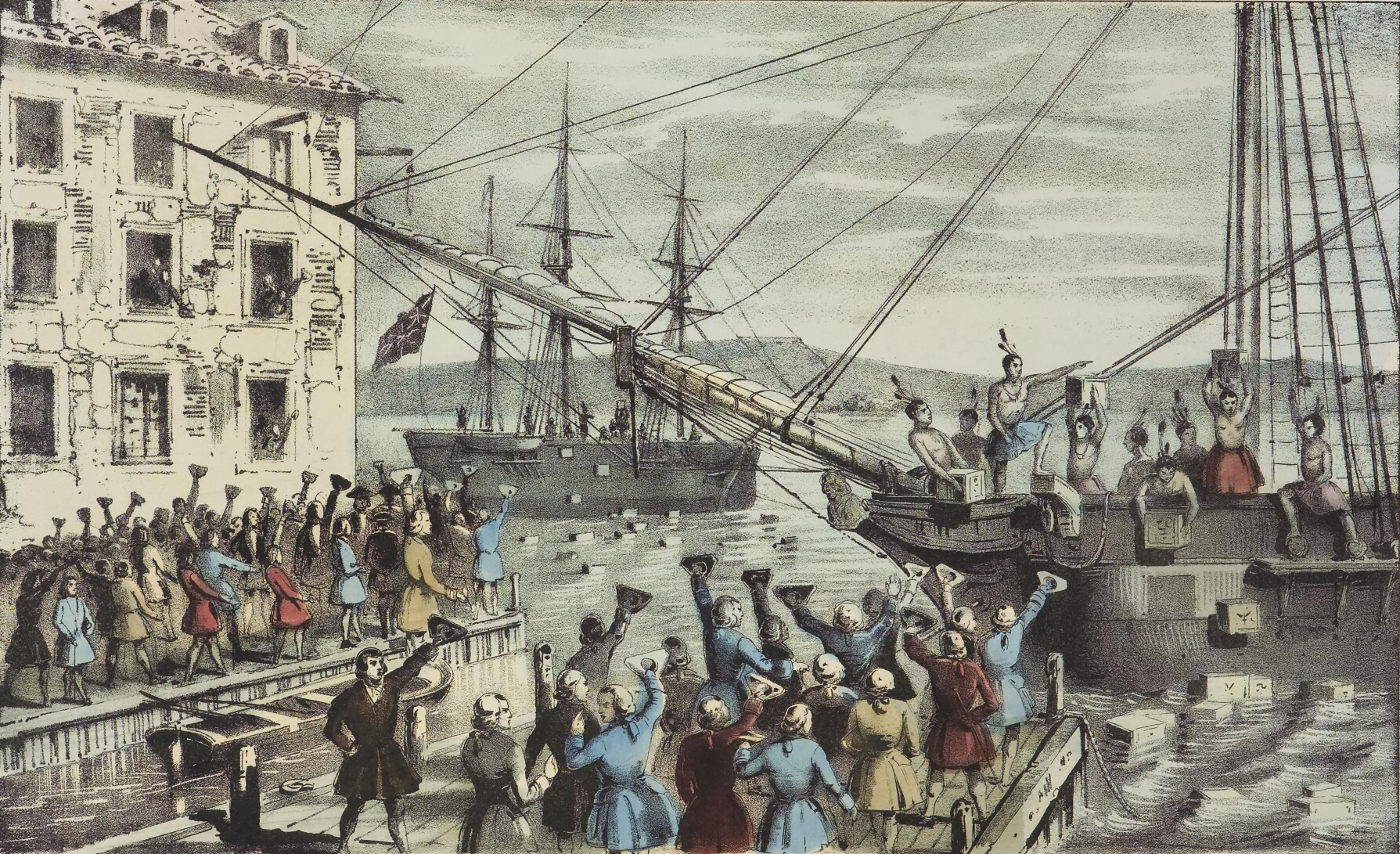
The Destruction of Tea at Boston Harbor (1846) door Nathaniel Currier

Het Britse parlement nam in 1773 de Tea Act aan. Hancock noemde iedereen die de wet steunde een "vijand van Amerika". Over geïmporteerde thee moet op dat moment nog belasting worden betaald, dit uiteraard tot onvrede van de kolonisten. Om die invoerbelasting te omzeilen werd er veel thee gesmokkeld. In 1773 verleende de Engelse regering de Britse Oost-Indische Compagnie het monopolie op het importeren van thee uit Azië. De kolonisten waren woedend en onder leiding van onder andere Hancock besloten zij de thee van de Oost-Indische Compagnie te gaan boycotten. Deze boycot was erg succesvol. Na enige tijd zaten de pakhuizen van de Oost-Indische Compagnie overvol met niet verkochte thee. De Britse overheid hief vervolgens de invoerrechten van thee van de Oost-Indische Compagnie op, waardoor deze veel goedkoper aan de man kon worden gebracht.
De schepen met thee werd echter de toegang tot de meeste Amerikaanse havens geweigerd. De grote uitzondering was Boston, waar de gouverneur op de hand van de Britten was. Voorbereidingen werden getroffen om de thee aan land te brengen onder dekking van Britse kanonneerboten.
Op 16 december 1773, de nacht voor de thee aan land zou worden gebracht, stormden de Sons of Liberty – een groepje van 60 Bostonieten onder leiding van Samuel Adams – vanuit het South Meeting House de Griffin's Wharf op, verkleed als Mohawkindianen. In de haven lagen drie theeschepen, de Dartmouth, de Eleanor en de Beaver voor anker. (Een vierde schip, de William, zonk voor de kust van [Cape Cod]). De Sons of Liberty enterden de schepen en begonnen de lading te vernielen. Tegen negen uur 's avonds hadden ze de gehele lading van 342 kratten en in de haven gesmeten met slechts één incident met de bemanning tot gevolg. Ook hadden ze de hoogste onderofficier van ieder schip gedwongen te verklaren dat ze enkel en alleen de thee vernield hadden.
Hancock nam zelf niet deel aan de Tea Party, maar stemde er wel mee in. In die maanden daarna had hij last van zijn jicht, maar hij was voldoende hersteld om te spreken op de vierde herdenking van het Bloedbad van Boston. Hij wees daar de aanwezigheid van Britse troepen in Boston af, die waren gestuurd "om gehoorzaamheid af te dwingen aan wetten van het parlement waar God, noch mensen, haar de bevoegdheid heeft gegeven deze te maken".
In reactie op de Boston Tea Party werd de haven van Boston gesloten door de Britten. Dit was een onderdeel van een breder pakket van maatregelen de zogeheten Intolerable Acts. Hutchinson werd als gouverneur vervangen door generaal Thomas Gage. Op 17 juni 1774 stuurde Massachusetts vijf afgevaardigden naar het Eerste Continental Congress in Philadelphia, waar gesproken werd over een gecoördineerde actie tegen de Intolerable Acts. Hancock nam geen deel aan het eerste Congress, mogelijk vanwege gezondheidsproblemen.

### Onafhankelijkheid

#### Begin opstand
Gage onthief Hancock al snel uit de post van kolonel. Ook werd in oktober 1774 de vergadering van de Senaat van Massachusetts afgelast. In reactie daarop vormde de Senaat en het Huis van Afgevaardigden zich om tot het Massachusetts Provincial Congress, dat onafhankelijk van de Britten functioneerde. Hancock werd aangewezen als de eerste president. Het Provincial Congress gaf ook opdracht tot de instelling van de eerste militia.
Het Provinciale Congres wees Hancock op 1 december 1774 als delegatielid voor het Tweede Continental Congress. Hij verving James Bowdoin die vanwege ziekte het Eerste Continental Congress aan zich voorbij moest laten gaan. Door de groeiende invloed van Hancock overwogen Britse functionarissen hem al in januari 1774 te arresteren, maar gingen daar uiteindelijk pas op 18 april 1775 toe over. Zij wilden Hancock en de andere leiders van het Provincial Congress gevangen zetten. Hancock werd echter op tijd gewaarschuwd, en wist te ontkomen. Hij wilde zich bij de militia voegen, maar werd door John Adams en anderen ervan overtuigd dat hij waardevoller was als politiek leider dan als soldaat.

#### President Continental Congress
Op het Tweede Continental Congress werd Hancock unaniem gekozen als president van het Continental Congress. Daarmee volgde hij Peyton Randolph op, nadat Henry Middleton de voordracht had afgewezen. Hij werd gekozen vanwege zijn ervaring en sociale positie. Vanwege die positie was voor hij meer gematigde leden acceptabel, terwijl juist zijn geschiedenis in Boston hem weer steun opleverde bij de meer radicale elementen van het Congress. Er was enige onduidelijkheid over de invulling van zijn functie, omdat deze nog niet uitgekristalliseerd was. Hij was slechts voorzitter van de vergadering. Ook moest hij veel correspondentie afhandelen, waarvoor hij assistenten nodig had, die hij op eigen kosten inhuurde.
Het Congress besloot op 15 juni 1775 op initiatief van John Adam George Washington aan te stellen als opperbevelhebber van de troepen in en rondom Boston. Adams stelde achteraf dat Hancock teleurgesteld was omdat hij zelf die post ambieerde.
Toen het Congres op reces was trouwde hij op 1 augustus 1775 met Dorothy Dolly Quincy. Samen kregen zij twee kinderen, een jongen en een meisje, maar beiden stierven op jonge leeftijd.
Hancock leidde het Congress op wat een dieptepunt was tijdens de Amerikaanse Onafhankelijkheidsoorlog. In 1776 moest het leger van Washington tijdelijk New York en New Jersey opgeven, terwijl het achterna gezeten werd door de Britten. Het Congres verplaatste zich tijdelijk naar Baltimore, Maryland, maar keerde in maart 1777 weer terug naar Philadelphia. Een half jaar later moest Philadelphia weer worden verlaten toen de stad werd bezet door Britse troepen. Hancock schreef in die tijd talloze brieven en hield zich vooral bezig met de financiering, bevoorrading en het werven van troepen voor het leger van George Washington.

#### Amerikaanse Onafhankelijkheidsverklaring

John Hancock op Declaration of Independence, het beroemde schilderij van John Trumbull. Hancock zit rechts achter de tafel.

Hancock was de voorzitter van het Continental Congress dat de Onafhankelijkheidsverklaring aannam, en was de eerste die het document ondertekende. Het verhaal gaat, dat toen John Hancock de Onafhankelijkheidsverklaring tekende, hij zijn naam extra groot schreef, zodat deze leesbaar zou zijn voor koning George III van Engeland. Sindsdien is een John Hancock in Amerika synoniem met een handtekening. Het blijkt echter dat hij gewoonlijk zijn naam groot schreef.
In oktober 1777 trok Hancock zich terug uit functie en keerde terug naar Boston. Intussen had hij verschillende leden van het Congres van zich vervreemd door de – in hun ogen – extravagante levensstijl die hij eropna hield. Samuel Adams en de andere leden van de delegatie uit Massachusetts stemden tegen een resolutie waarin Hancock bedankt werd voor bewezen diensten.
Terug in Boston werd Hancock gekozen in het Huis van Afgevaardigden van de staat Massachusetts. Als filantroop won hij weer snel aan populariteit. In december 1777 werd hij weer herkozen als delegatielid naar het Continental Congress. In juni 1778 keerde hij weer terug in Philadelphia. In de tussentijd was Henry Laurens gekozen als de nieuwe voorzitter Dit was een teleurstelling voor Hancock die had gehoopt zijn oude positie weer op te pakken. Een maand later keerde hij weer terug in Boston.

#### Generaal
Hancock was aangesteld als de belangrijkste generaal van de militie van Massachusetts. De Franse vloot was de Britten intussen te hulp gekomen. Generaal Washington had generaal John Sullivan van het Continentale Leger de opdracht gegeven het Britse garnizoen in Newport, Rhode Island, aan te vallen. Hancock gaf het commando aan zesduizend militieman, maar toen hij zich aan het hoofd van het leger richting Newport wilde begeven trok de Franse admiraal d'Estaing zich terug. Er had daarom geen gevecht plaats en de meeste leden van de militie van Sullivan deserteerden.

### Latere periode

#### Gouverneur van Massachusetts
Met veel vertraging werd de grondwet van Massachusetts in oktober 1780 aangenomen. Tot niemands verrassing werd Hancock gekozen als de eerste gouverneur van de staat. Hij werd herkozen in 1784, maar trok zich op 28 januari 1785 onverwachts terug. De reden zou zijn gezondheid zijn, maar er wordt ook vermoed vanwege de toenemende onrust, omdat het slecht ging met de economie van de staat. Zijn opvolger James Bowdoin had te maken met de zogeheten Shays' opstand. In 1787 stelde Hancock zich weer verkiesbaar en werd verkozen. Hij gaf de meeste rebellen amnestie.

#### Amerikaanse grondwet
Na zijn aftreden als gouverneur was Hancock in 1785 weer gekozen als delegatielid naar het Continental Congress, nu bekend als het Confederation Congress. Het Congress was echter in importantie afgenomen na de Amerikaanse Onafhankelijkheidsoorlog, en werd vaak genegeerd door de staten. Hancock bezocht het Congress in die periode niet vanwege zijn zwakke gezondheid.
Het Congress kwam in 1787 bijeen tijdens de zogeheten Philadelphia Convention. Daar werd de Grondwet van de Verenigde Staten opgesteld. Hancock had zijn twijfels omdat er meer macht kwam te liggen bij de federale overheid, en hij keurde het weglaten van de Bill of Rights af. Hancock was voorzitter van de vergadering van Massachusetts die de grondwet moest goedkeuren. Vanwege ziekte was hij niet aanwezig bij het begin van de vergadering, en toen hij er wel was, zei hij niet veel. Uiteindelijk gaf hij een speech waarin hij zich schaarde achter de grondwet. Voor het eerst in jaren steunde Samuel Adams Hancock. De grondwet werd uiteindelijk met 187 tegen 168 bekrachtigd door de volksvertegenwoordiging van Massachusetts.

#### Presidentskandidaat

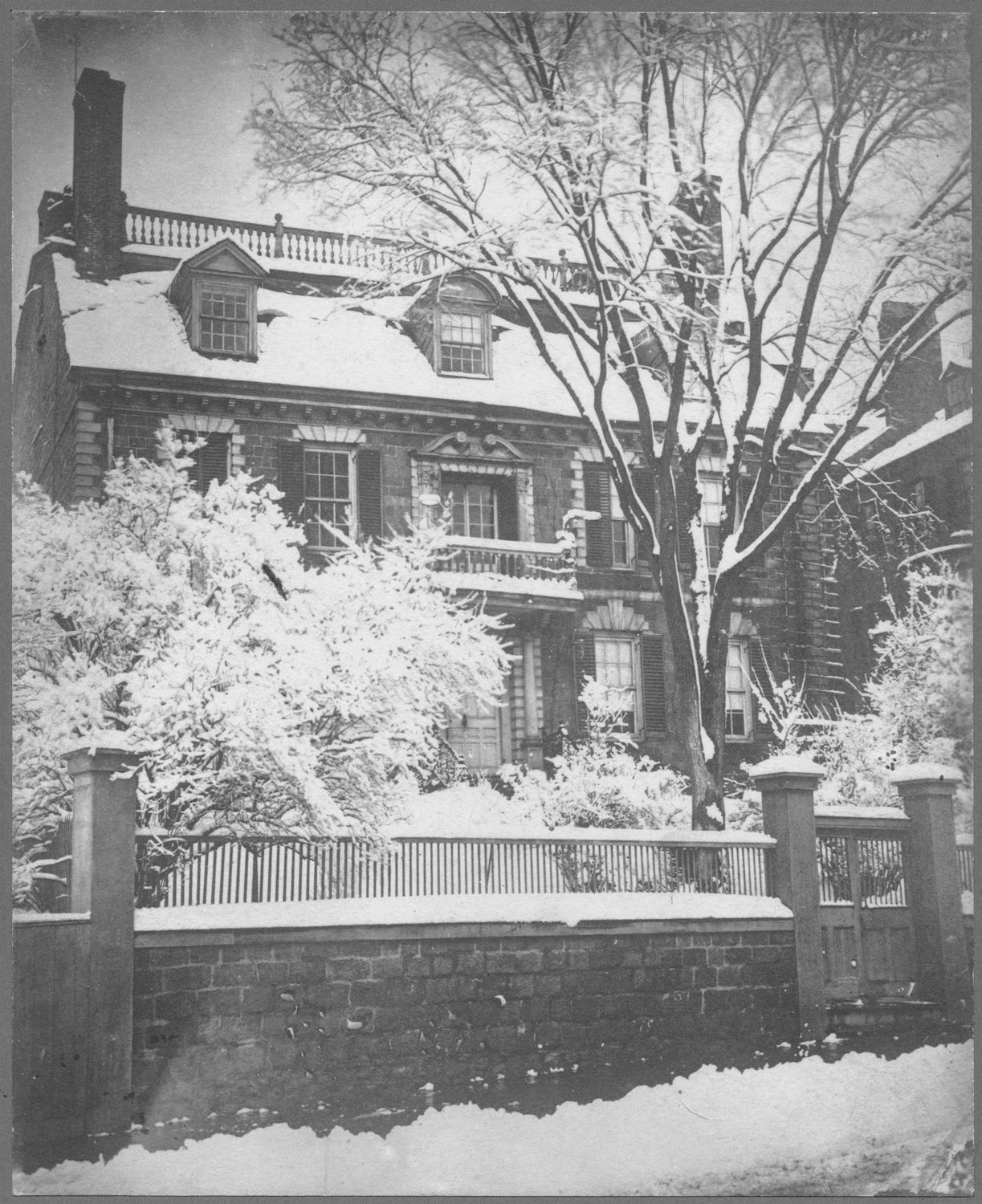
Het huis van Hancock waar hij lange tijd woonde en uiteindelijk overleed. Het huis werd in de tweede helft van de 19e eeuw gesloopt

Hancock werd bij de Amerikaanse presidentsverkiezingen in 1789 naar voren geschoven als kandidaat. De verkiezingen vonden plaats in het Kiescollege, waar elke vertegenwoordiger twee stemmen had. Het was duidelijk dat George Washington tot president zou worden gekozen, maar diegene die daarna de meeste stemmen had zou vicepresident worden. John Adams werd echter met afstand gekozen tot vicepresident en Hancock ontving tot zijn teleurstelling slechts vier stemmen.

#### Overlijden
De laatste jaren van zijn leven was Hancock vaak ziek. Hij stierf in bed op de leeftijd van 56 jaar. Gouverneur Samuel Adams riep de dag van de begrafenis van Hancock uit tot rouwdag.
- Bibliothèque nationale de France: cb16277145q (data)
- Gemeinsame Normdatei: 119472988
- International Standard Name Identifier: 0000 0001 0128 3741
- Library of Congress Control Number: n50017540
- National Archives and Records Administration: 10583117
- Nationale bibliotheek van Australië: 49787328
- Nationale Bibliotheek van Israël: 987007463086805171
- Nederlandse Thesaurus van Auteursnamen: 184941989
- Réseau des bibliothèques de Suisse occidentale: 02-A022957917
- SNAC: w61h1c98
- Système universitaire de documentation: 152717919
- Trove: 1507017
- Biographical Directory of the United States Congress: H000149
- Virtual International Authority File: 72204820
- WorldCat: E39PBJvmJC4WBwfVQKy6wyxRrq